# Fontanezier
Fontanezier is een plaats en voormalige gemeente in het Zwitserse kanton Vaud, en maakt deel uit van het district Jura-Nord vaudois. Fontanezier telde 58 inwoners op 31 december 2010.

## Geschiedenis
Op 1 juli 2011 is het met de gemeenten Romairon, Vaugondry en Villars-Burquin samengevoegd tot de gemeente Tévenon.